# 1985 QA1
1985 QA1 är en asteroid i huvudbältet som upptäcktes den 17 augusti 1985 av den amerikanska astronomen Eleanor F. Helin vid Palomarobservatoriet.
Asteroiden har en diameter på ungefär 6 kilometer.